# 朱鼐钧 (吉阳王)
吉阳王朱鼐钧（？—17世纪），明朝吉阳王朱廷埢子。天启四年（1624年）六月，明熹宗御皇極殿，遣使册封朱鼐钧袭封为第五代吉阳王。他袭封以后的经历待考。